# Műholdfelvétel

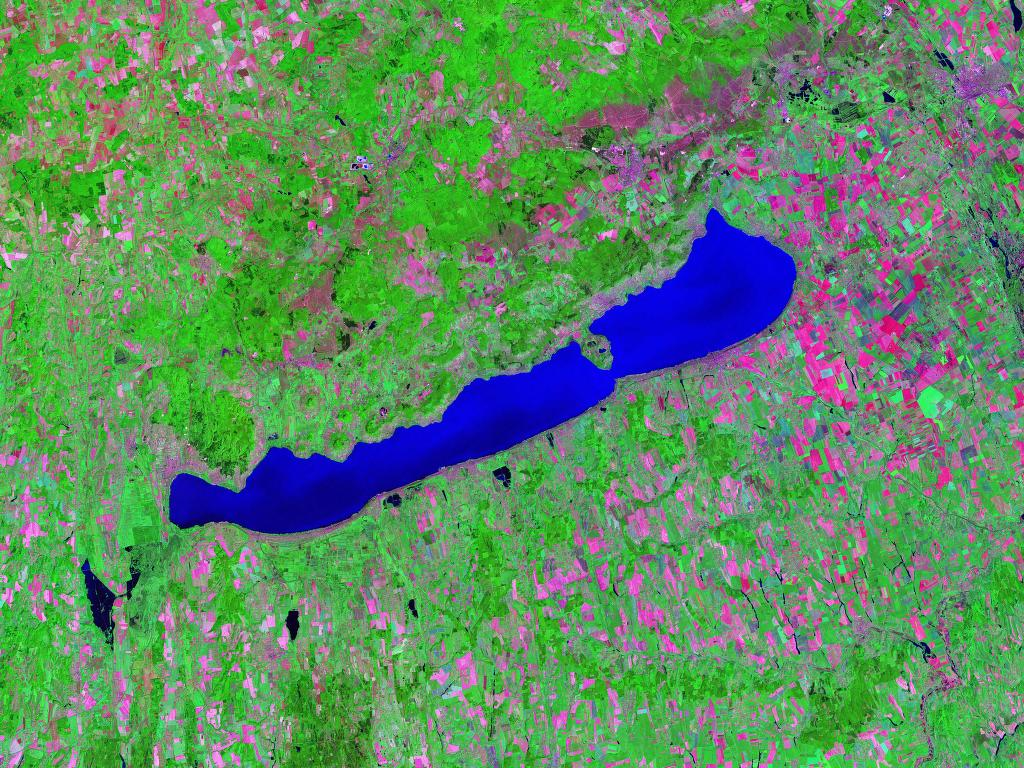
A Balaton környéke 2000-ben hamisszínes Landsat műholdfelvételen

A műholdfelvétel műholdakról készített fotó, amely a Földet vagy az egyéb égitesteket ábrázolja. A műholdképeknek sokféle alkalmazási területe van, többek között a térképészet, a mezőgazdaság, a geológia, az erdészet, a vidékfejlesztés és a hírszerzés.
A Földet ábrázoló első műholdfelvétel 1960. április 1-jén készült a Tiros-1 meteorológiai műholdról.[forrás?] A Hold túlsó felét először a Luna–3 szovjet űrszonda fotózta le 1959. október 6-án. Az Amerikai Egyesült Államok 1972-ben indította el a Landsat-programot, amely a Föld teljes feltérképezését tűzte ki célul.
A felvételek többféle hullámhossztartományban készülnek, egy részük a látható tartományba esik. A műholdakról a domborzatot is lehet térképezni radar technikával.
A műholdfelvételek felbontása, részletessége nagyon változó. A teljes Földről elkészült az 1 km felbontású kép. Kisebb területekről viszont akár 10 cm élességű adatok is nyerhetők.

## Lásd még
- Google Térkép
- Google Föld

## Külső hivatkozások
- Blue Marble Archiválva 2008. október 17-i dátummal a Wayback Machine-ben – a legrészletesebb valós színes felvételek a teljes Földről
- World Wind – open source 3D műholdkép nézegető program a NASA-tól
- Google Earth
- GlobeXplorer